# Оконто-Фолс
Око́нто-Фо́лс (англ. Oconto Falls) — город в Округе Оконто, в штате Висконсин, США, с населением 2843 человек по данным переписи населения 2000 года.

## География
Оконто расположен в координатах 44°52′29″ с. ш. 88°08′34″ з. д. (44.874989, -88.1429).
Согласно Бюро переписи Соединённых Штатов, общая площадь города 2.9 квадратных миль (7.5 км²), из которых, 2.7 квадратных мили (7.0 км²) этого являются землей, и 7.56 % занято водой.

## Демография

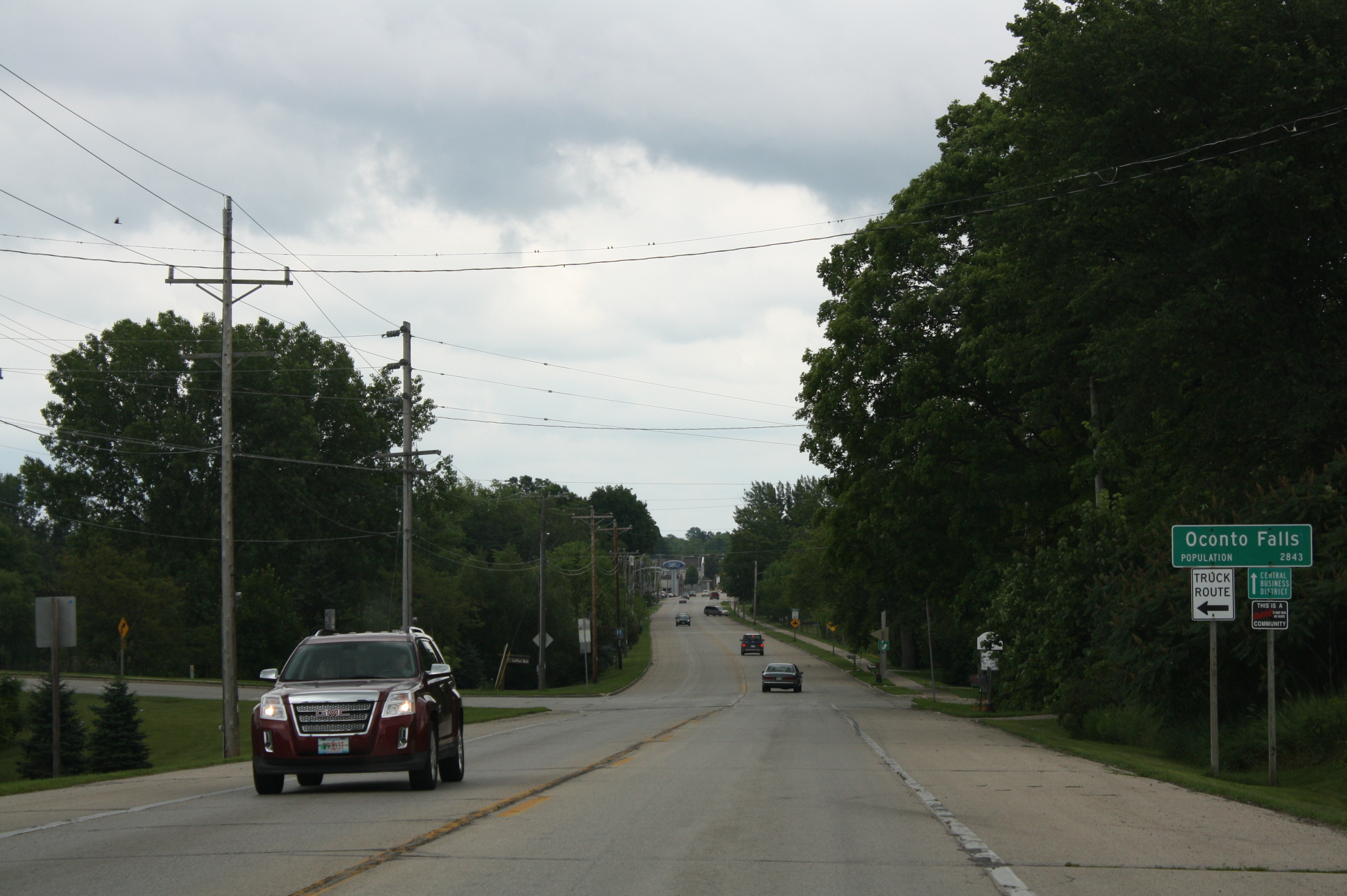
Табличка приветствия при въезде с юго-востока

По данным переписи населения 2000 года в Оконто-Фолс проживало 2 843 человека, насчитывалось 1166 домашних хозяйств и 719 семей, проживающих в городе. Средняя плотность населения составляла около 1056,5 человек на  квадратную милю(408.1/км ²). Расовый состав Оконто Фоллс по данным переписи распределился следующим образом: 98,21 % белых, 0,14 % — чёрных или афроамериканцев, 0,49 % — коренных американцев, 0,35 % — азиатов,  0,70 % — представителей смешанных рас, 0,11 % — других народностей. Испаноговорящие составили 0,42 % от всех жителей города.
Из 1166 домашних хозяйств в 32,5 % — воспитывали детей в возрасте до 18 лет, 46,6 % представляли собой совместно проживающие супружеские пары, в 10,5 % семей женщины проживали без мужей, 38,3 % не имели семей. 32,6 % от общего числа семей на момент переписи жили самостоятельно, при этом 15,9 % составили одинокие пожилые люди в возрасте 65 лет и старше. Средний размер домашнего хозяйства составил 2,35 человек, а средний размер семьи — 2,97 человек.
Население города по возрастному диапазону по данным переписи 2000 года распределилось следующим образом: 26.4 % — жители младше 18 лет, 6.7 % — между 18 и 24 годами, 28.7 % — от 25 до 44 лет, 19.0 % — от 45 до 64 лет и 19.3 % — в возрасте 65 лет и старше. Средний возраст жителей составил 37 лет. На каждые 100 женщин в Оконто Фоллс приходилось 90,8 мужчин, при этом на каждые сто женщин 18 лет и старше приходилось 85,1 мужчин также старше 18 лет.
Средний доход на одно домашнее хозяйство в городе составил 34 884 доллар США, а средний доход на одну семью — 41 107 доллара. При этом мужчины имели средний доход в 32 386 доллар США в год против 22 616 долларов среднегодового дохода у женщин. Доход на душу населения в городе составил 17 170 долларов в год. 5.9 % от всего числа семей в округе и 9.5 % от всей численности населения находилось на момент переписи населения за чертой бедности, при этом 10.7 % из них были моложе 18 лет и 12.2 % — в возрасте 65 лет и старше.

## Образование

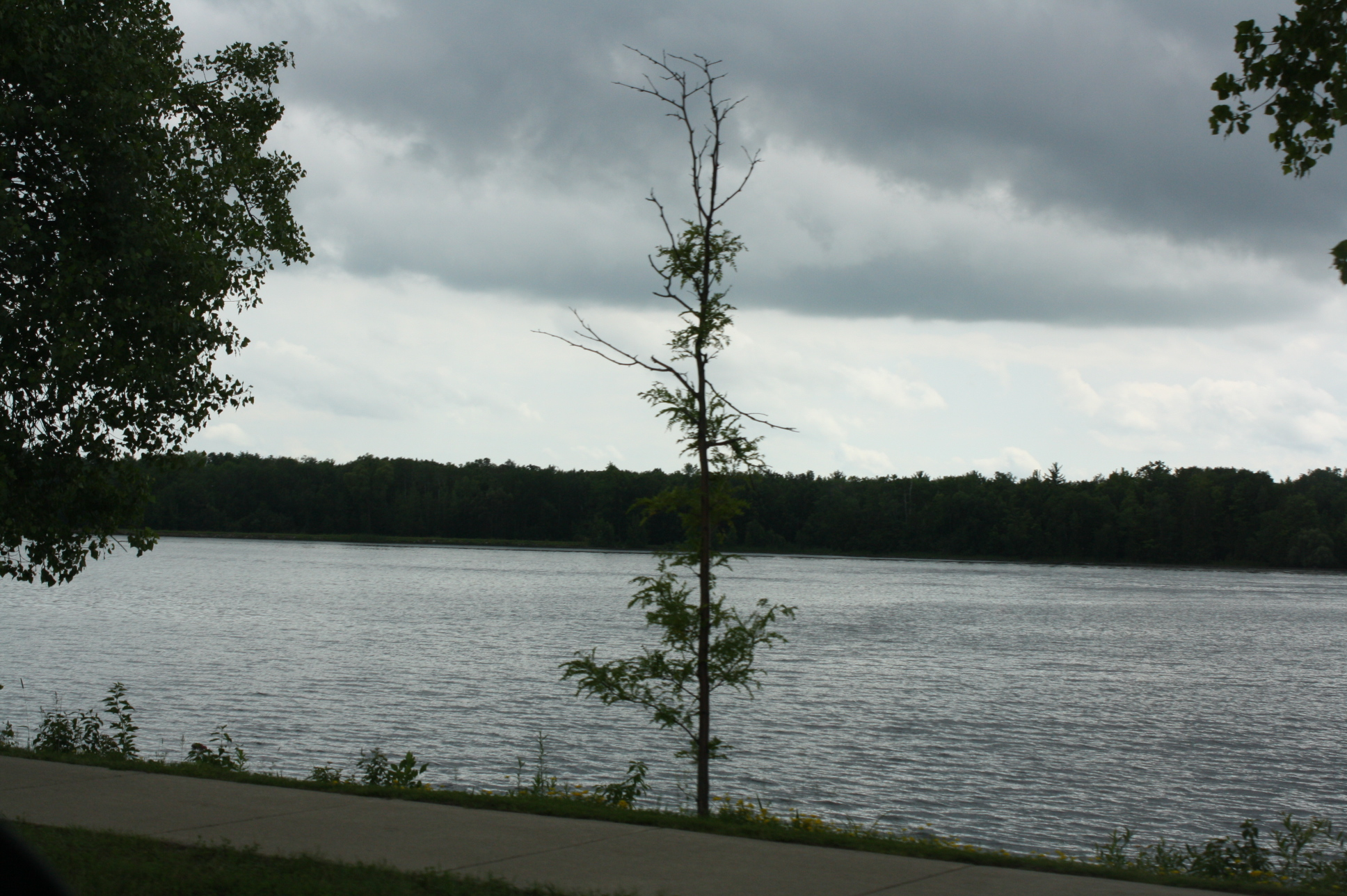
Река Оконто в Оконто Фоллс

- Oconto Falls School District Архивная копия от 14 июня 2021 на Wayback Machine
- Oconto Falls High School
- Oconto Falls Elementary School
- Washington Middle School
- St. Anthony Catholic School
- Jefferson Elementary School (defunct - closed 1996, torn down in 2003)
- Spruce Charter School